# Rope (single)
Rope is een nummer van de Amerikaanse hardrockband Foo Fighters. Het nummer werd uitgebracht als leadsingle van het zevende studioalbum Wasting Light, dat op 12 april 2011 uitkomt.

## Achtergrondinformatie
Het nummer ging op 23 februari 2011 in première op de website van de band. De band speelde het nummer al eerder tijdens geheime kort van tevoren aangekondigde concerten onder de pseudoniem White Limo, de titel van een ander nummer van het album. Het nummer werd tijdens de NME Awards in februari eerst voor groot publiek gespeeld. Commercieel had het nummer een redelijk begin. Het kwam binnen op de 21ste positie in de Nederlandse Single Top 100 en de 81ste in de Canadese tegenhanger. Qua airplay werd het nummer in de eerste week al 3FM Megahit, kwam het op de achtste positie binnen in de Amerikaanse Billboard Alternative Songs en is samen met Linkin Park's The Catalyst de enige single die op nummer één debuteerde in de Billboard Rock Songs.

## Tracklist
| Nr. | Titel | Duur  |
| --- | ----- | ----- |
| 1.  | Rope  | 04:19 |

## Hitnotering

### NederlandseSingle Top 100
| Hitnotering: (Week 1 t/m 5) 05-03-2011 t/m 02-04-2011 Hitnotering: (Week 6 t/m 7) 16-04-2011 t/m 23-04-2011 | Hitnotering: (Week 1 t/m 5) 05-03-2011 t/m 02-04-2011 Hitnotering: (Week 6 t/m 7) 16-04-2011 t/m 23-04-2011 | Hitnotering: (Week 1 t/m 5) 05-03-2011 t/m 02-04-2011 Hitnotering: (Week 6 t/m 7) 16-04-2011 t/m 23-04-2011 | Hitnotering: (Week 1 t/m 5) 05-03-2011 t/m 02-04-2011 Hitnotering: (Week 6 t/m 7) 16-04-2011 t/m 23-04-2011 | Hitnotering: (Week 1 t/m 5) 05-03-2011 t/m 02-04-2011 Hitnotering: (Week 6 t/m 7) 16-04-2011 t/m 23-04-2011 | Hitnotering: (Week 1 t/m 5) 05-03-2011 t/m 02-04-2011 Hitnotering: (Week 6 t/m 7) 16-04-2011 t/m 23-04-2011 | Hitnotering: (Week 1 t/m 5) 05-03-2011 t/m 02-04-2011 Hitnotering: (Week 6 t/m 7) 16-04-2011 t/m 23-04-2011 | Hitnotering: (Week 1 t/m 5) 05-03-2011 t/m 02-04-2011 Hitnotering: (Week 6 t/m 7) 16-04-2011 t/m 23-04-2011 | Hitnotering: (Week 1 t/m 5) 05-03-2011 t/m 02-04-2011 Hitnotering: (Week 6 t/m 7) 16-04-2011 t/m 23-04-2011 | Hitnotering: (Week 1 t/m 5) 05-03-2011 t/m 02-04-2011 Hitnotering: (Week 6 t/m 7) 16-04-2011 t/m 23-04-2011 |
| Week: | 1 | 2 | 3 | 4 | 5 | | 6 | 7 | |
| --- | --- | --- | --- | --- | --- | --- | --- | --- | --- |
| Positie: | 31 | 50 | 93 | 99 | 99 | uit | 69 | 99 | uit |